# Reginald Engelbach
Reginald Engelbach (Moretonhampstead, 9 luglio 1885 – Il Cairo, 26 febbraio 1946) è stato un egittologo e archeologo britannico.
Diresse numerosi scavi archeologici in Egitto assieme al connazionale Flinders Petrie.  Nel 1913-1914 effettuò gli scavi di oltre 600 tombe egizie a Harageh, alla periferia di  Faiyum. Pubblicò i risultati nell'articolo Harageh, Vol. n. 28 del Egyptian Research Account and British School of Archaeology (Londra, 1923).
È stato uno dei maggiori sostenitori dell'ipotesi secondo la quale gli antichi egizi usarono esclusivamente percussori di dolerite per staccare dalle cave i blocchi di roccia per la costruzione delle piramidi e degli obelischi.

## Pubblicazioni
- Riqqeh and Memphis VI (con M. A. Murray, H. Flinders Petrie, W. M. Flinders Petrie), British School of Archaeology in Egypt and Egyptian Research Account Nineteenth, Londra 1913
- Harageh, vol. 28, Egyptian Research Account and British School of Archaeology, Londra 1923
- The problem of the obelisks, ed. George H. Doran, New York 1923
- Ancient Egyptian Masonery: The Building Craft (con Somers Clarke), Oxford University Press, 1930 (ristampato da Book Tree, 1999)
- Ancient Egyptian Construction and Architecture (con Somers Clarke), Dover Publications, New York, 1990